# Llastres
Llastres ist eine Siedlung (Kirchspiel bzw. Parroquia) in der Gemeinde Colunga in der spanischen Provinz Asturien.
Der Ort hat eine Gesamtfläche von 13,49 km² und zählte 2011 1012 Einwohner. Llastres liegt direkt am Kantabrischen Meer.

## Ortsteile
- Llastres
- Lluces 185 Einwohner 2011

## Sehenswürdigkeiten
- Capilla de San Roque - malerisch gelegene Kapelle
- Faro de Llastres - Leuchtturm auf der Steilküste

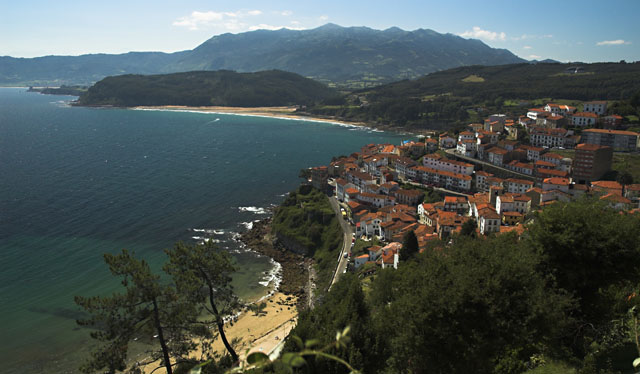
von Westen
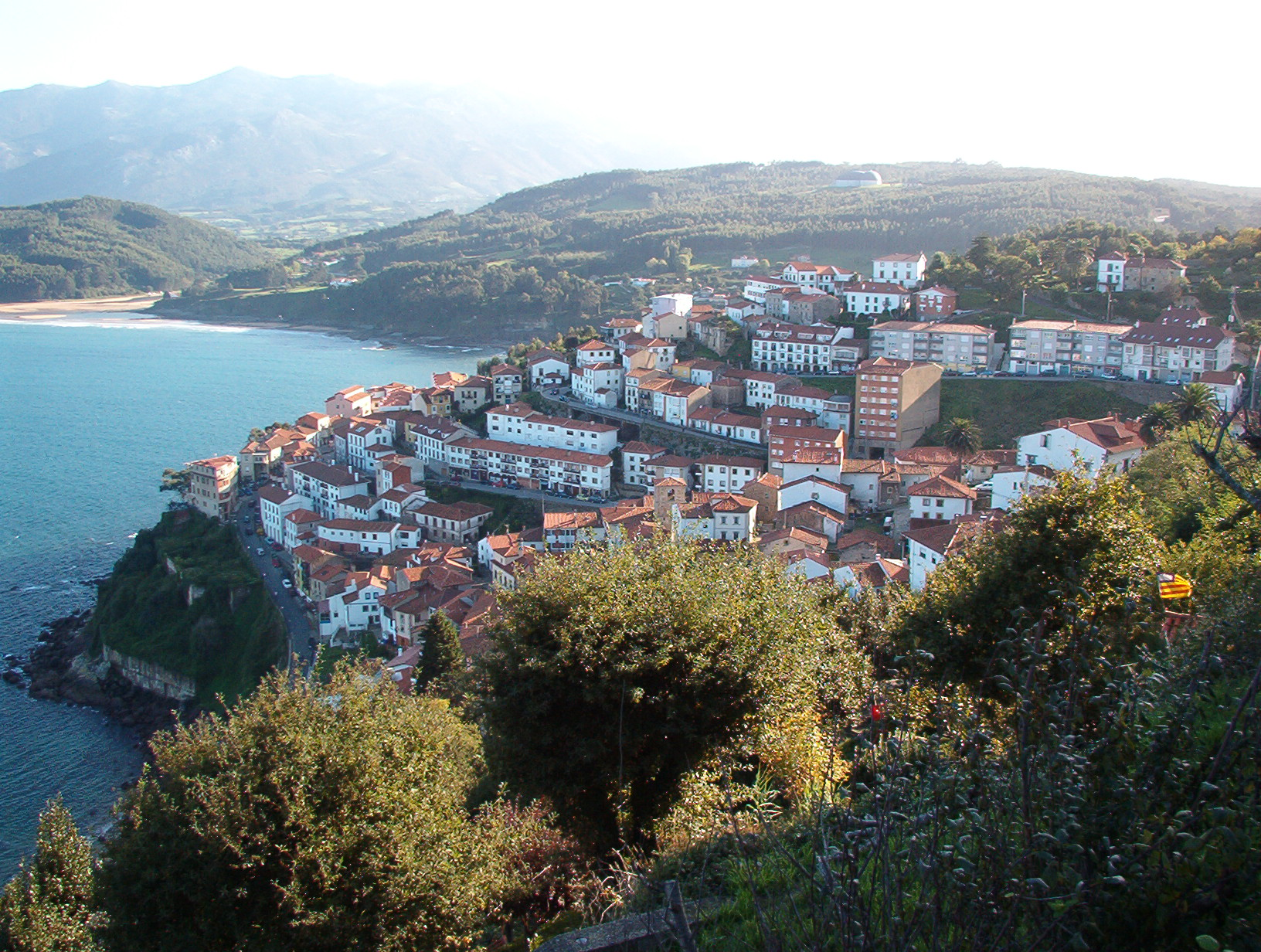
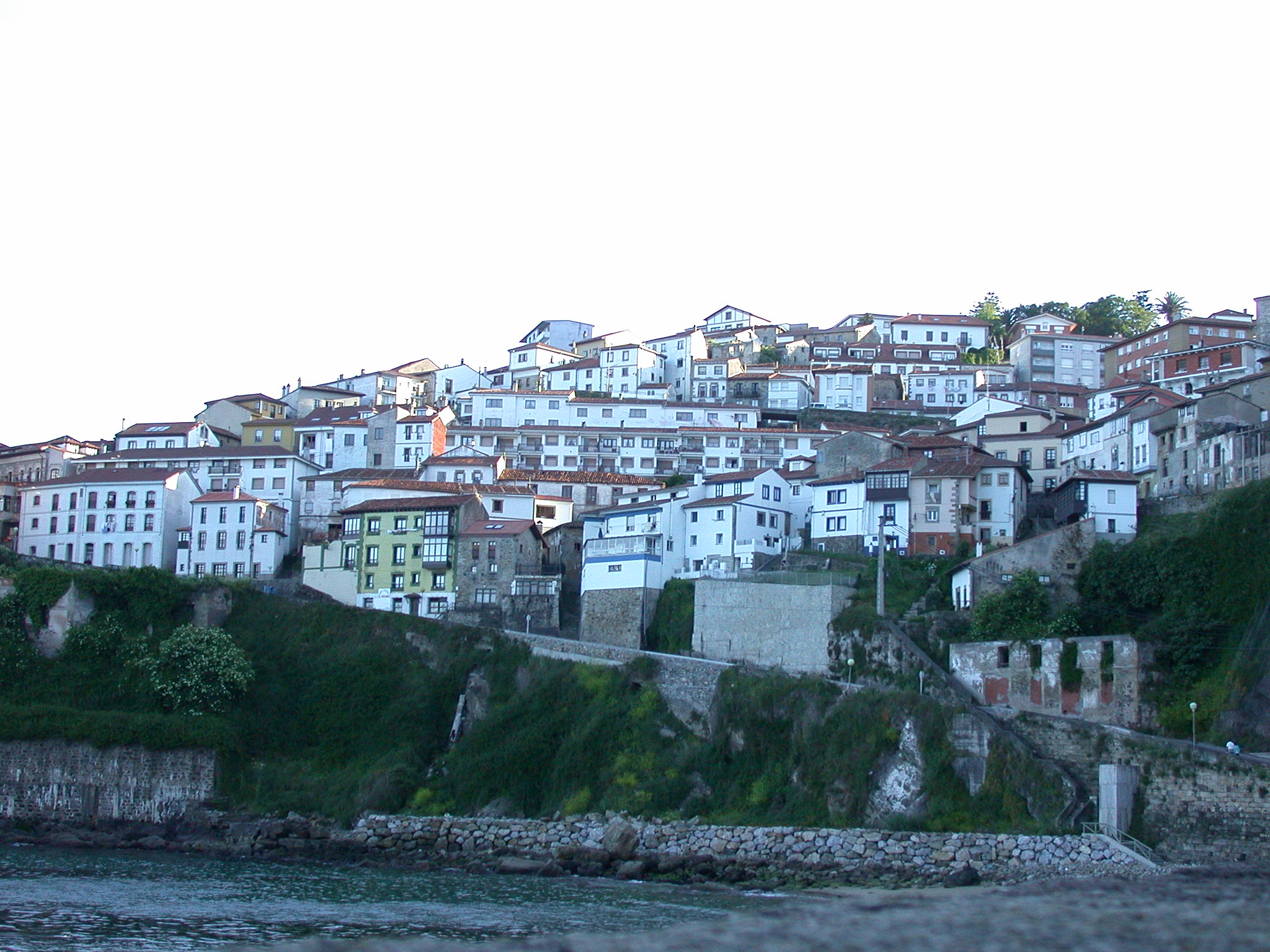
von See
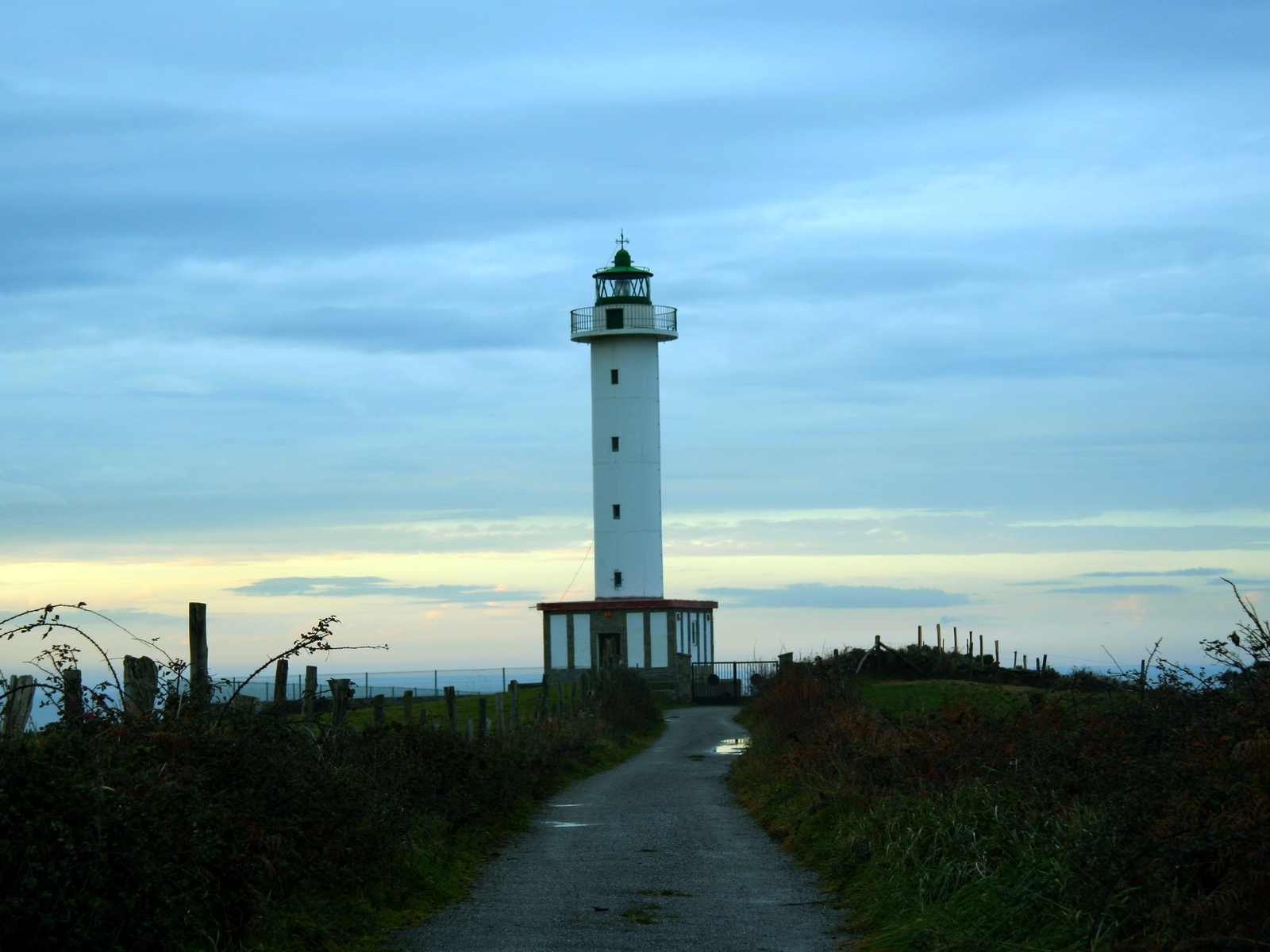
der Leuchtturm
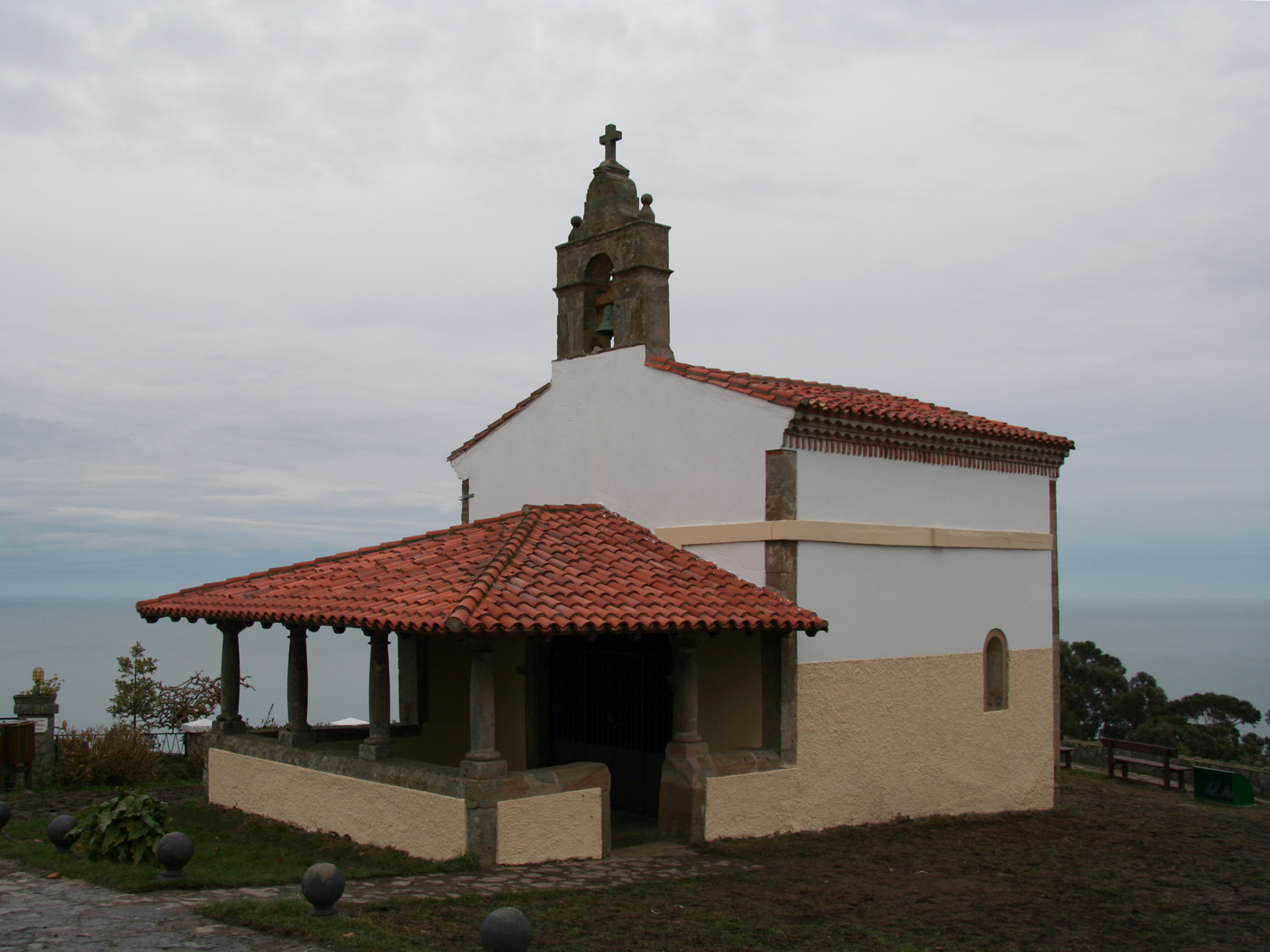
Capilla de San Roque